# Station Łomnica
Station Łomnica is een spoorwegstation in de Poolse plaats Łomnica.